# モナー

モナー

モナーは、匿名掲示板2ちゃんねるなどの電子掲示板でよく用いられる、アスキーアート(AA)によるキャラクターの一種である。

## 概要

### AAによる表現
```
・前面

　 ∧＿∧　　／￣￣￣￣￣
　（　´∀｀）＜　オマエモナー
　（　　 　 ）　 ＼＿＿＿＿＿
　│ │ │
　（＿_）___）

・背面

　 ∧＿∧
　（　　　　）
　（　Ｏ 　 ）
　│ │ │
　（___（＿_）
```

#### 初代モナー
```
　　　　　　 　 ／￣￣￣￣￣＼
　　　 　 　 　 |　 おまえらも　　|
　　 ∩_∩　　|　　　　　　　　　 .|
　　（´ー｀）　< 　 暇な奴ら　　.|
　　（　　　）　 |　　　　　　 　 　 .|
　　 |　|　|　　 |　 だなぁ　　　　 |
　　（___)__） 　 ＼＿＿＿＿＿／
```

#### モナーの進化
```
　　 ∩_∩
　　（´ー｀）
　　（　　　）
　　  |　|　|
　　（___)__）

　　　↓
　 ∩＿∩
　（　´∀｀）
　（　　 　 ）
　 ｜ │ │
　（＿_）＿）

　　　↓
 　∧＿∧
　（　´∀｀）
　（　　 　 ）
　 │ │ │
　（＿_）＿）
```

## 発生
モナーの誕生は現在、2ちゃんねるの「てすと」という題名のスレッドからだと考えられている（archive.orgによるログ）。

## 2ちゃんねる以外
2ちゃんねる以外で使われることもある。
漫画やアニメに登場することもある。例えばガモウひろしの『バカバカしいの!』最終話や、タツノコプロ制作の『ナースウィッチ小麦ちゃんマジカルて』第1話などが挙げられる。
ぬいぐるみなどキャラクター商品も流通している。
吾妻ひでおはコアマガジン『2ちゃんねるぷらす』に「虚空のモナー」を連載していた。同作は2011年に河出書房新社から出版された『文藝別冊 吾妻ひでお 美少女・SF・不条理ギャグ、そして失踪』に収録されている。
2014年には、仮想通貨のMonacoinが発足している。

## 著作権・商標問題
- 2002年に株式会社タカラが独断でギコ猫に対し商標登録を出願しようとした[4][5]。
- 2005年9月1日、のまネコ問題発生[6]。

## モナーを題材にした楽曲
「モナーらぶ」（作詞・作曲：小谷隆　歌：ひろゆき&切込隊長）
- 2001年3月発表。『2ちゃんねる公式ガイド2002』の付録CD-ROMの音声トラックに収録。